# 有壁駅
有壁駅（ありかべえき）は、宮城県栗原市金成有壁（かんなりありかべ）にある、東日本旅客鉄道（JR東日本）東北本線の駅である。

## 歴史
- 1924年（大正13年）10月16日：開業[2][3]。東北本線清水原駅（当時は存在せず）- 一ノ関駅間の旧線から現在線への経路切り替えと同時。
- 1982年（昭和57年）9月20日：貨物の取り扱いを廃止[3]。
- 1983年（昭和58年）2月1日：荷物の扱いを廃止[4]。駅員無配置駅となる[5]。
- 1987年（昭和62年）4月1日：国鉄分割民営化により、JR東日本の駅となる[3]。
- 1998年（平成10年）：駅舎を改築[2]。
- 2024年（令和6年）10月1日：えきねっとQチケのサービスを開始[1][6]。

## 駅構造
単式ホーム2面2線を持つ地上駅である。元は2面3線で、中線が撤去された。互いのホームは跨線橋で連絡している。
一ノ関駅管理の無人駅で、乗車駅証明書発行機が設置されている。元は開業以来の木造の大きな駅舎を持っていたが、1998年（平成10年）にコンパクトな物に立て替えられた。なお、清水原駅・油島駅のほか、大船渡線の真滝駅も同時期に、同様な設計の小さな駅舎に建て替えられている。
無人化後も臨時で行っていた駅員を派遣しての出札業務は、1990年代には取りやめになり、旧駅舎の出札口も板打ちされた。

### のりば
| 番線 | 路線      | 方向 | 行先             |
| ---- | --------- | ---- | ---------------- |
| 1    | ■東北本線 | 上り | 小牛田・仙台方面 |
| 3    | ■東北本線 | 下り | 一ノ関方面       |

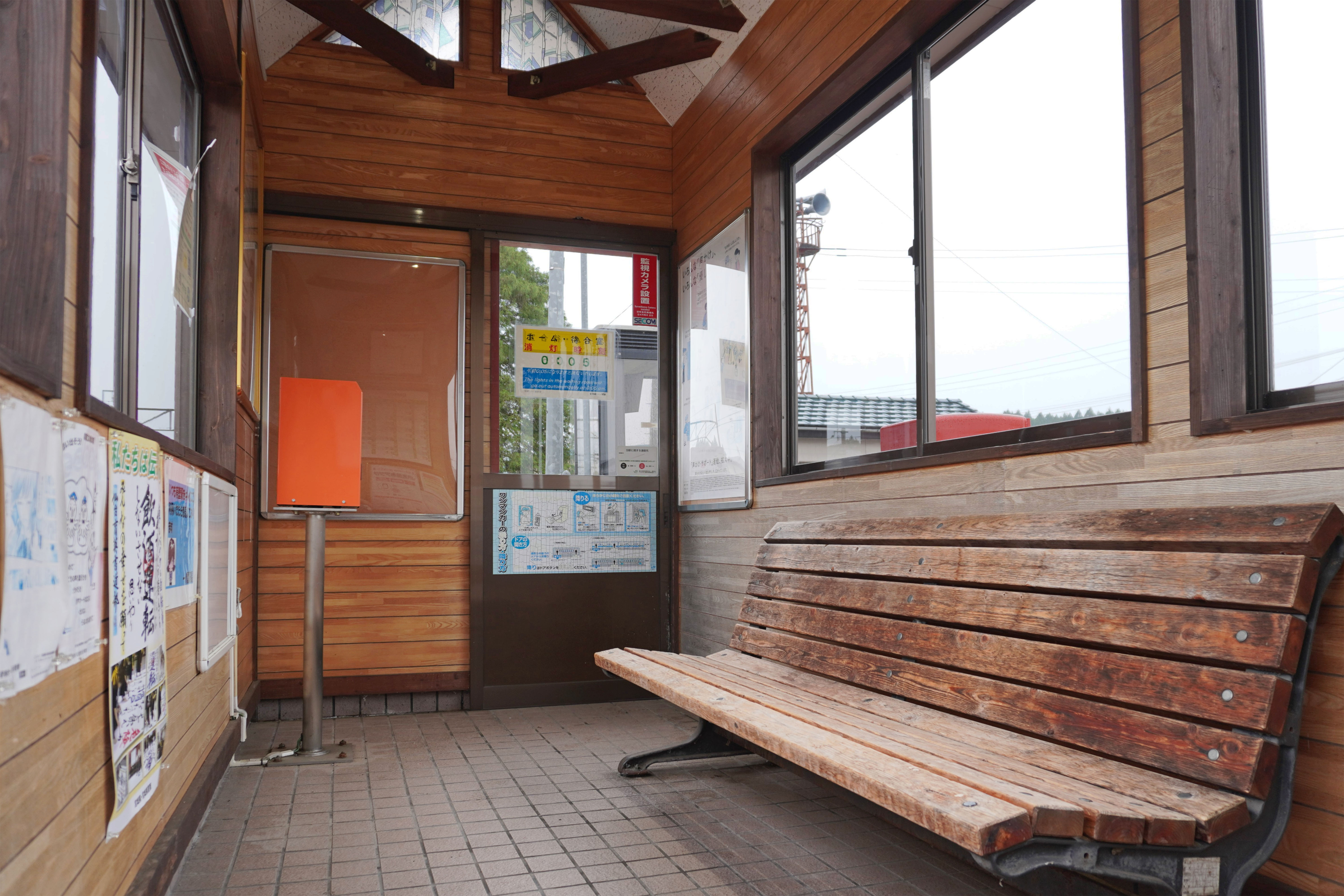
待合室（2023年5月）
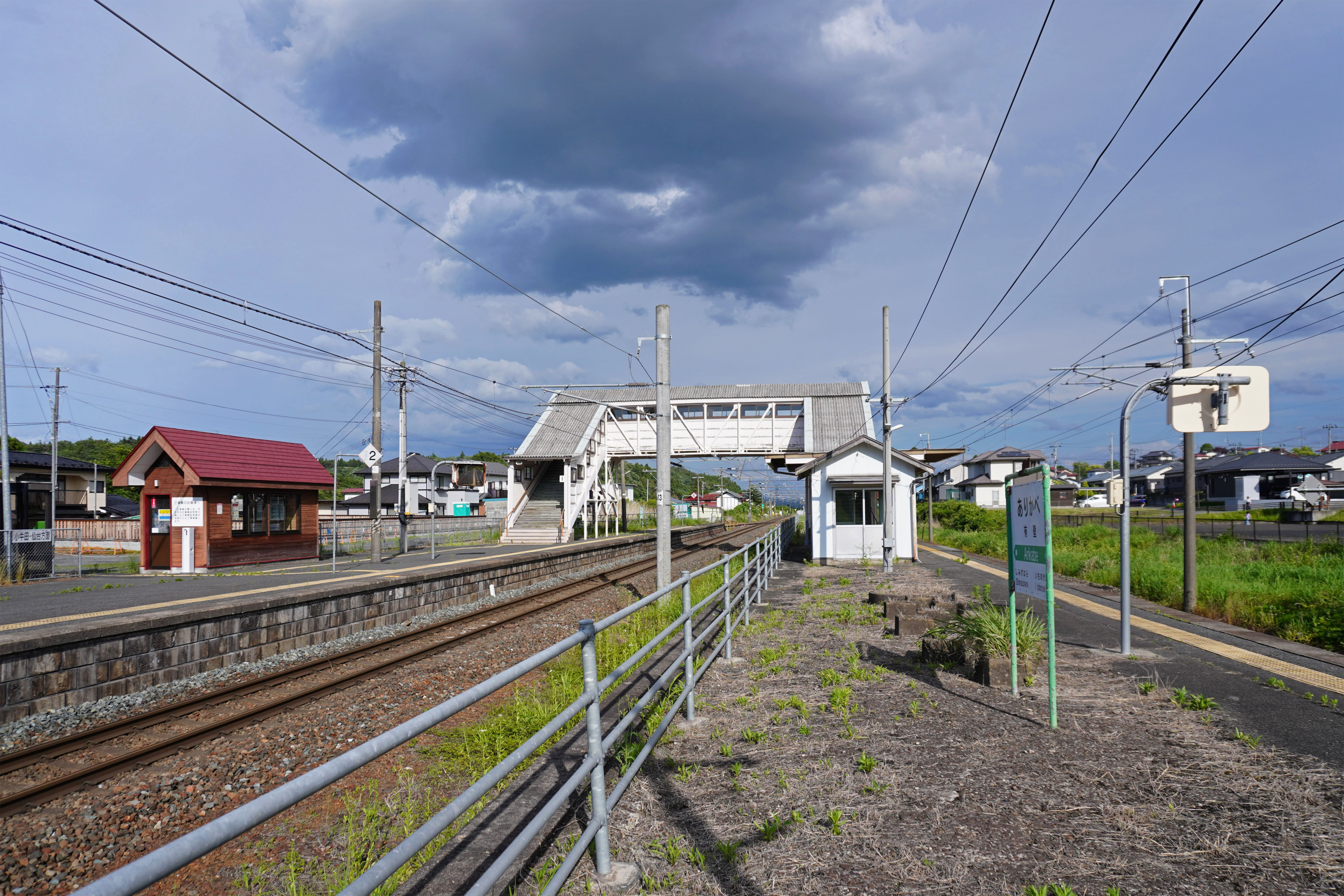
ホーム（2023年6月）

## 駅周辺
有壁は旧奥州道中の宿場町だったが、現在は往時の賑わいはない。しかし、延享年間の建築である旧有壁宿本陣の建物等から偲ぶことはできる。駅は旧街道から川を渡った対岸にある。
有壁駅の両隣の清水原駅と一ノ関駅はともに岩手県に所在する。石越 - 一ノ関間では、宮城（石越） - 岩手（油島・花泉・清水原） - 宮城（有壁） - 岩手（一ノ関）と3回県境を越える。このような例は全国でも珍しく、他には横浜線（長津田 - 相原）、武蔵野線（新秋津 - 新座）、私鉄を含めれば京王相模原線や小田急小田原線、東急田園都市線、廃線の例では三江線（宇都井 - 香淀）が該当する。
- 有壁郵便局
- 旧有壁宿本陣[2]
- 金成自動車学校
- 栗原市役所萩野支所
- 新みやぎ農業協同組合萩野支店
- 国道4号
- 県道185号有壁若柳線
- 県道187号大門有壁線
- 東北新幹線 第一有壁トンネル・第二有壁トンネル

### バス路線
「有壁駅前」停留所にて、栗原市民バスが発着する。
- 築館一関線：くりこま高原駅 / 一関駅前 ※ミヤコーバス運行委託

## 隣の駅
東日本旅客鉄道（JR東日本）
■東北本線
清水原駅 - 有壁駅 - 一ノ関駅